# Gazelle (revue)
Pour les articles homonymes, voir Gazelle (homonymie).
Gazelle est une revue lesbienne québécoise gratuite tirée mensuellement à 15 000 exemplaires. Elle est majoritairement distribuée dans le Village gai de Montréal.

## Création
Gazelle est fondée en septembre 1993,, par Claudine Metcalfe, journaliste au magazine Fugues et responsable de la section dédiée aux lesbiennes nommée Gaz-elles.
Gazelle voit le jour à la suite des résistances dans les tentatives d'intégration de femmes à la une du magazine pour hommes gais Fugues,. Fugues a toutefois maintenu sa section dédiée aux lesbiennes après la parution de Gazelle.

## Format et distribution
La revue est tirée à 10 000 exemplaires à chaque dernier jeudi du mois, puis à 15 000 exemplaires à partir de septembre 1995, au même moment, la revue passe de 32 à 48 pages.
On dit que Gazelle est l'homologue féminin du magazine gai Fugues, les deux étant distribués dans le Village gai de Montréal et faisant la promotion publicitaire de différents bars dédiés à la communauté.

## Cession
La revue cesse d'être imprimée en 1998,,,, après une cinquantaine de numéros. Metcalfe explique, entre autres, que la revue n'aurait jamais réussi à faire ses frais et mentionne la difficulté à obtenir des commandites publicitaires,.